# Johann Gottfried Hasse

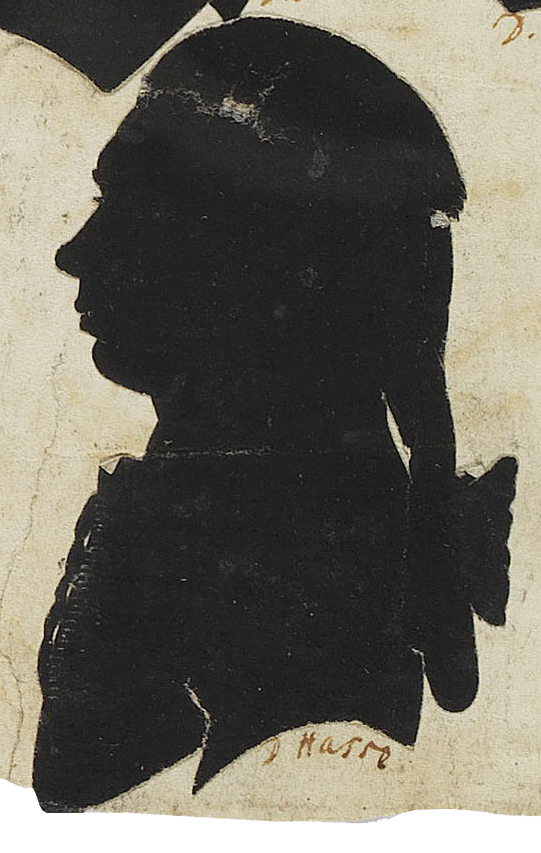
Johann Gottfried Hasse (Scherenschnitt)

Johann Gottfried Hasse (* 1759 in Weimar; † 12. April 1806 in Königsberg (Preußen)) war ein deutscher evangelischer Theologe und Orientalist.

## Biografie
Hasse war der Sohn einer armen Familie. Wohltätige Stiftungen ermöglichten seinen Bildungsweg. Nach dem Besuch des Gymnasiums in Weimar studierte er an der Universität Jena. Dort wurde er nach seinem Abschluss 1784 Adjunkt an der philosophischen Fakultät. Durch seine Veröffentlichungen auf dem Gebiet der Bibelforschung hatte er bereits einen gewissen Bekanntheitsgrad erreicht, als er 1786 als Professor für orientalische Sprachen an die Albertus-Universität Königsberg berufen wurde. 1788 wurde er ordentlicher Professor der Theologie und etwas später Konsistorialrat. 1790 übernahm er zusätzlich das Rektorat des Kneiphöfischen Gymnasiums.
Er folgte auf Immanuel Kant im akademischen Senat, als dieser sich 1801 aus dem akademischen Leben zurückzog. In den letzten drei Jahren des Lebens der großen Philosophen war Hasse regelmäßig zu Gast in dessen Haus. Als einer der Ersten neben Ludwig Ernst von Borowski, Reinhold Bernhard Jachmann, Ehregott Andreas Wasianski und Friedrich Theodor Rink veröffentlichte er 1804 eine kurze Biographie Kants. In seiner Linguistik und Poetik orientierte er sich an den Theorien Johann Gottfried Herders. Neben theologischen Studien verfasste er Lehrbücher zu den orientalischen und klassischen Sprachen. Wenig Anerkennung fand er mit seinen Schriften zu Geschichte und Altertumskunde, in denen er nicht haltbare Ansichten vertrat.
Seine Reise 1805 in die Heimat unternahm er unter anderem in der Hoffnung, dort eine Anstellung zu finden. Daher lehnte er einen Ruf an die Kaiserliche Universität Dorpat ab. Er hatte jedoch keinen Erfolg und starb bald nach seiner Rückkehr 1806 in Königsberg.

## Schriften
- Curarum in Psalmum II. posteriorum. Pars 1. Jena 1783 (Digitalisat); Pars 2. Jena 1784  (Digitalisat).
- Idiognomik Davids. Jena 1784 (Digitalisat).
- Aussichten zu künftigen Aufklärungen über das Alte Testament in Briefen. Jena 1785.
- Praktischer Unterricht über die gesammten orientalischen Sprachen. 4 Teile, 1786–1793 (urn:nbn:de:bvb:12-bsb10779647-0).
- Magazin für die biblisch-orientalische Litteratur und gesammte Philologie. 1788–1789 (Digitalisate).
- Lectiones Syro-Arabico-Samaritano-Aethiopicae. 1788 (Digitalisat).
- (anonym): Über die heutige und künftige Neologie. 1792 (Digitalisat).
- Versuch einer griechischen und lateinischen Grammatologie, für den akademischen Unterricht und obere Classen der Schulen. 1792.
- Biblisch-orientalische Aufsätze. 1793 (Digitalisat).
- Der aufgefundene Eridanus. 1796 (urn:nbn:de:bvb:12-bsb10283709-2).
- Dissertatio de linguae chaldaicae usu in nominibus praenominibusque vulgaribus explicandis. Königsberg 1798.
- Preußens Ansprüche, als Bernsteinland, das Paradies der Alten und Urland der Menschheit gewesen zu sein. 1798 (Digitalisat).
- Entdeckungen im Felde der ältesten Menschengeschichte. 2 Teile, 1801–1805 (Digitalisat).
- Zigeuner im Herodot, oder neue Aufschlüsse über die ältere Zigeuner-Geschichte, aus griechischen Schriftstellern. Göbbels und Unzer, Königsberg 1803 (Digitalisat der Bayerischen Staatsbibliothek).
- Letzte Äußerungen Kants von einem seiner Tischgenossen. Königsberg 1804 (Digitalisat).